# Petit-duc de Nicobar
Otus alius
Espèce
Statut de conservation UICN

 NT C2a(i) : Quasi menacé
Statut CITES
Le Petit-duc de Nicobar (Otus alius) est une espèce d'oiseaux de la famille des Strigidae.

## Répartition
Cette espèce est endémique d'Inde.